# Convergence (jeu vidéo)
Convergence: A League of Legends Story est un jeu vidéo Metroidvania développé par Double Stallion et édité par Riot Forge et sorti en 2023. Les joueurs contrôlent un inventeur capable de manipuler le temps. Il s'agit d'un spin-off de League of Legends et est sorti sur Windows, PlayStation 4 et 5, Xbox One et Xbox Series, ainsi que Nintendo Switch.

## Système de jeu
Les joueurs contrôlent un inventeur nommé Ekko qui vient de la ville fictive de Zaun dans la franchise League of Legends. Convergence est un jeu vidéo Metroidvania, un sous-genre de jeux de plateforme qui encourage l'exploration à travers un monde à défilement horizontal. Les joueurs peuvent utiliser les inventions d'Ekko à plusieurs fins : inverser le temps pour empêcher Ekko de rater un saut ou de subir des dégâts au combat, appuyer sur les interrupteurs à distance, ralentir le temps pour éviter les dangers en toute sécurité, se téléporter et attaquer les ennemis à distance.

## Développement
Le développeur Double Stallion est basé à Montréal au Canada. Riot Forge a publié Convergence: A League of Legends Story pour Windows, PlayStation 4 et 5, Xbox One et Xbox Series, et Nintendo Switch le 23 mai 2023.

## Accueil
Sur Metacritic, les versions Windows et PlayStation 5 ont reçu des critiques positives, et la version Switch a reçu des critiques mitigées. GamesRadar l'a qualifié d'excellent jeu de style Metroidvania dont le cadre dystopique n'est altérer que par l'apect cartoon. Polygon a déclaré que c'était une grande aventure tant que les joueurs ne s'attendent pas à ce qu'elle soit similaire à Arcane, une adaptation animée de League of Legends avec le même décor. Siliconera l'a qualifié d'excellent mélange de plate-forme de parkour 2D et de combat et a déclaré qu'il plairait probablement aux joueurs qui n'ont pas joué à League of Legends. GamingBolt, qui a estimé qu'il s'agissait d'une « histoire parallèle convaincante pour Ekko », a fait l'éloge du gameplay et des visuels.